# 大連の街から
「大連の街から」（だいれんのまちから）は、1989年8月にリリースされた尾形大作のシングルである。

## 概要
作詞・作曲は中山大三郎による。歌詞には中国の遼寧省大連市の情景が歌われている。

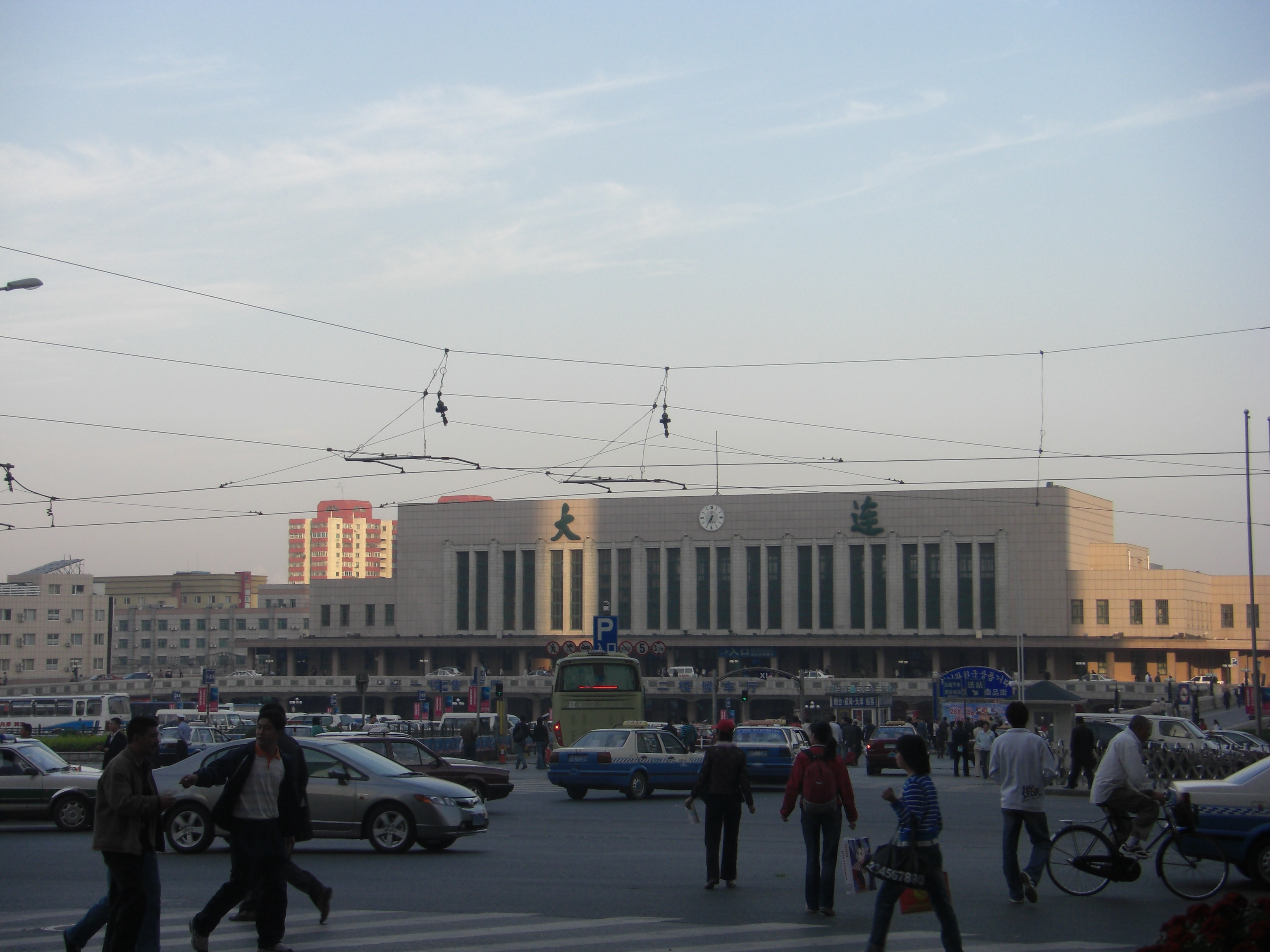
大連駅の駅前広場（2007年9月）。現在では駅舎が改築されたり駐車場が設けられるなど作品発表当時とは状況が変化している
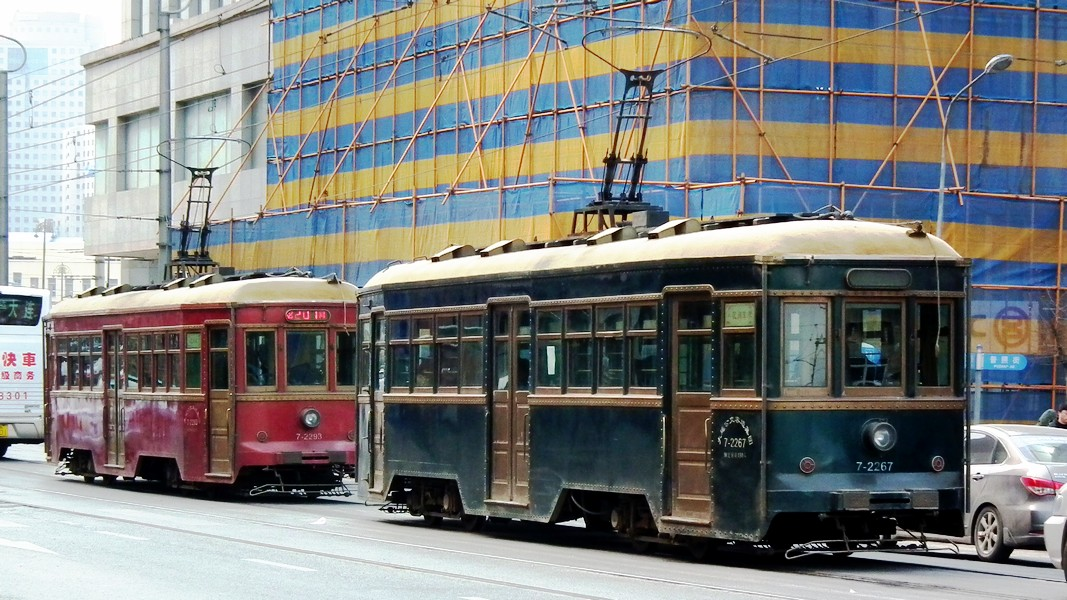
大連を走る有軌電車（路面電車）
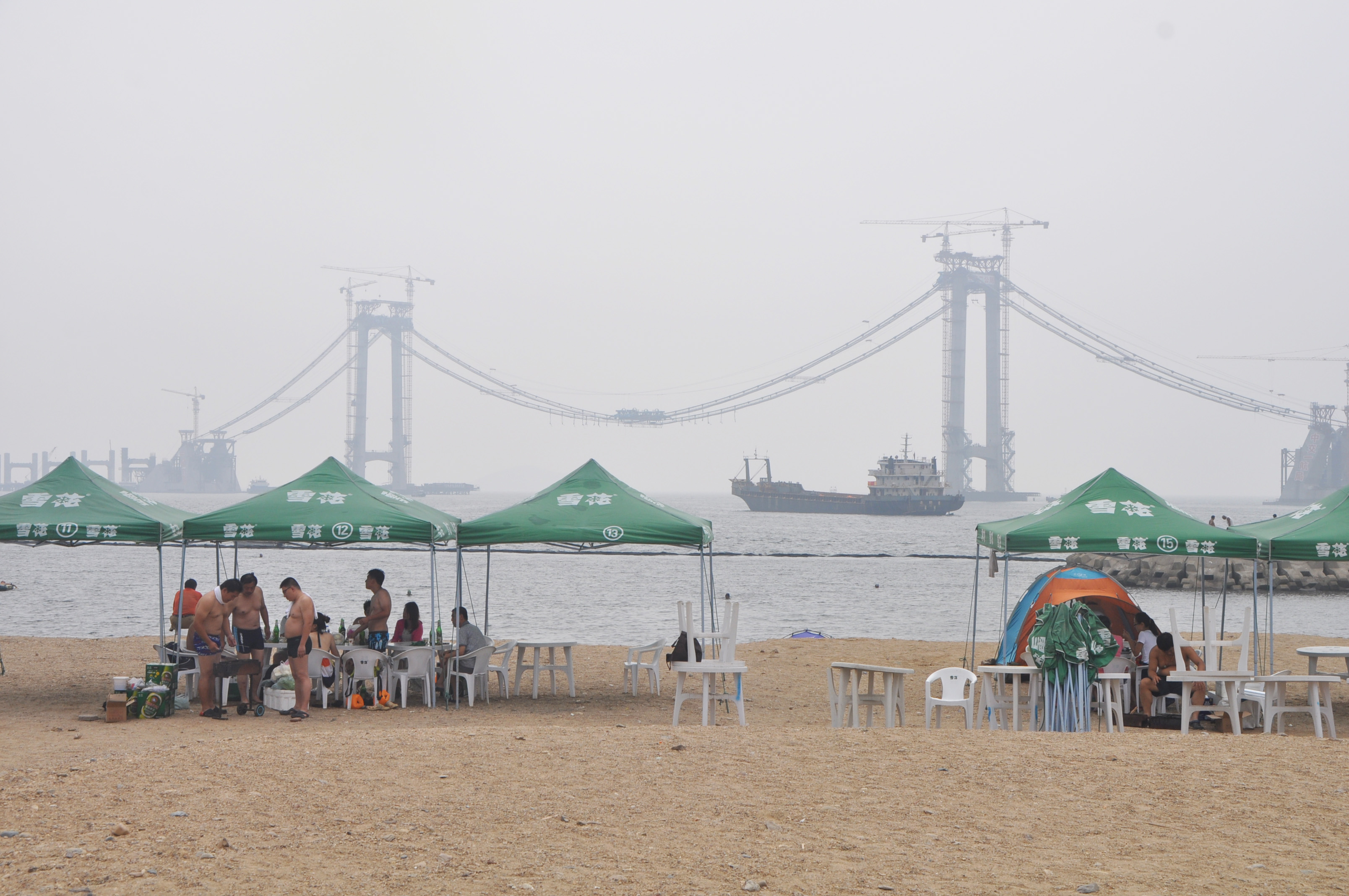
星海公園
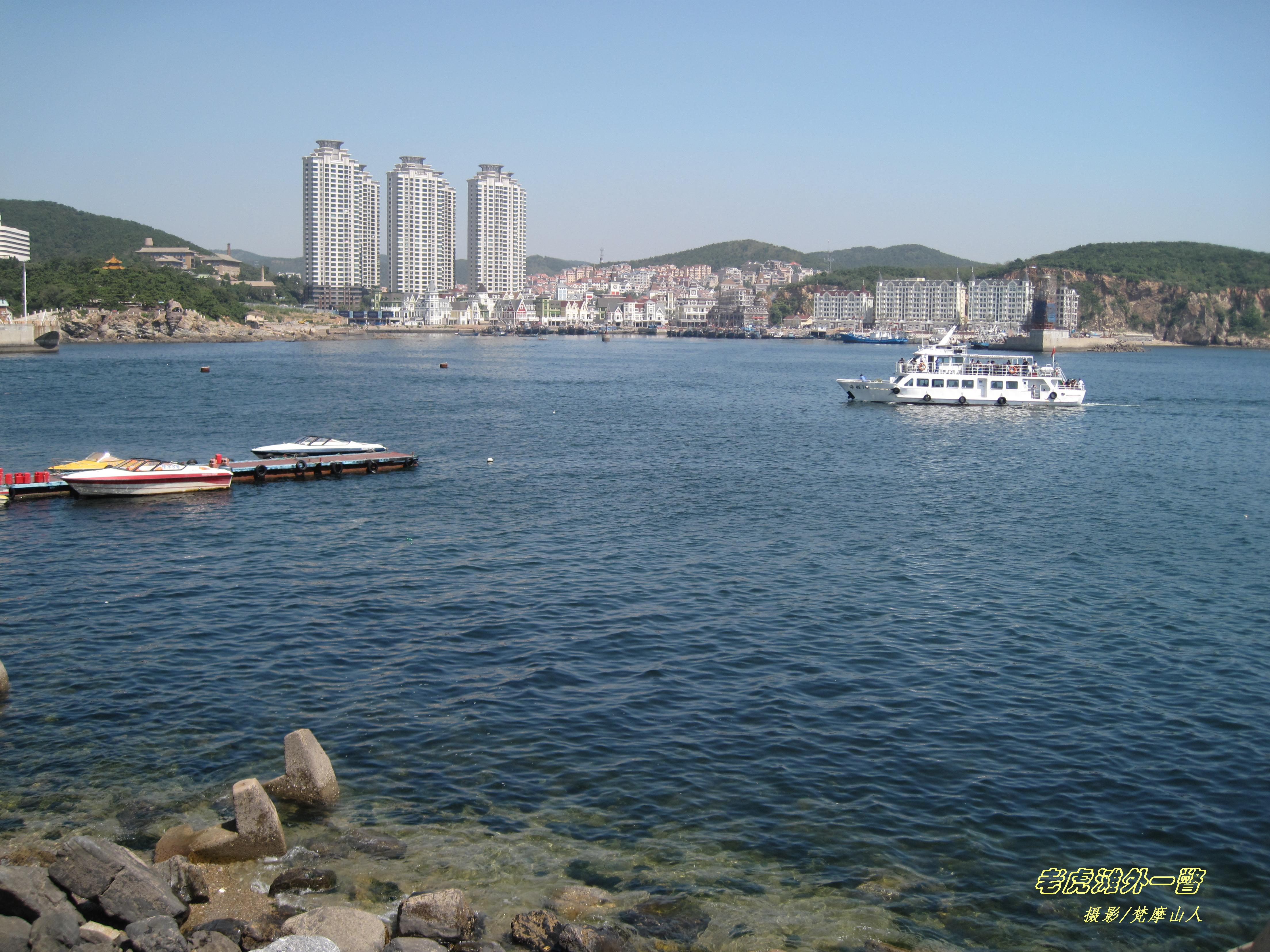
老虎灘の海

## 収録曲
1. 大連の街から
作詞：中山大三郎、作曲：中山大三郎、編曲：斉藤恒夫
2. ハルビンの青い空
作詞：中山大三郎、作曲：中山大三郎、編曲：斉藤恒夫

## カバー

### 城之内早苗版
2002年11月20日に16枚目のシングルとして発表。編曲：竜崎孝路。

### 半田浩二版
編曲：竜崎孝路。作者である中山大三郎の直弟子だった縁から、師の一周忌を追悼し「無錫旅情」とともに本曲をカバーし、2006年5月24日に両曲をカップリングしたシングルが発売された。